# Brenner (Włochy)
Brenner (wł. Brennero) – miejscowość i gmina we Włoszech, w regionie Trydent-Górna Adyga, w prowincji Bolzano.
Liczba mieszkańców gminy wynosiła 2118 (dane z roku 2009). Język niemiecki jest językiem ojczystym dla 79,39%, włoski dla 20,29%, a ladyński dla 0,31% mieszkańców (2001).